# Ил Маскерино (Гросето)
Ил Маскерино је насеље у Италији у округу Гросето, региону Тоскана.
Према процени из 2011. у насељу је живело 1 становника. Насеље се налази на надморској висини од 46 м.